# Spoy (Aube)
Spoy é uma comuna francesa na região administrativa de Grande Leste, no departamento de Aube. Estende-se por uma área de 10,36 km². Em 2010 a comuna tinha 170 habitantes (densidade: 16,4 hab./km²).